# Миллернтор
«Миллернтор-штадион» (нем. Millerntor-Stadion) — многоцелевой стадион в гамбургском районе Санкт-Паули, Германия. В основном используется для футбольных матчей и является домашней ареной профессионального футбольного клуба «Санкт-Паули». Иногда используется для матчей команды по американскому футболу Hamburg Blue Devils и, хотя и очень редко, для проведения концертов и фестивалей, таких как Retter festival 2003 года или Jubiläumsfestival 100 Jahre FC St.Pauli в 2010 году. Второй по вместимости футбольный стадион города после домашней арены ФК «Гамбург» «ХСХ Нордбанк Арена». Несмотря на не самые успешные выступления клуба «Санкт-Паули», стадион славится тем, что практически всегда заполнен до отказа.
Был построен в 1961 году, но открыт только в 1963 году. Находится на Поле Святого Духа (нем. Heiligengeistfeld), недалеко от знаменитой гамбургской улицы Репербан, центра ночной жизни города, известного как квартал красных фонарей.

## История
Первый стадион на Heiligengeistfeld был построен после Первой мировой войны. Это был домашний стадион клуба St. Pauli TV, который также использовался Рабочими спортивными ассоциациями (нем. Arbeitersportkartells).
В 1946 году клуб «Санкт-Паули», в то время выступавший в Городской Лиге Гамбурга, построила свой собственный стадион в углу между Glacischaussee и Ernst Thälmann strasse (после 1956 года — Budapester Strasse). В городе, ещё не успевшем восстановиться после Второй мировой войны, появление нового стадионе стало возможным только благодаря помощи от членов и поклонников клуба. Просуществовал всего 15 лет. В 1961 году, в связи с проведением  в Гамбурге международной выставки садов Internationalen Gartenbau-Ausstellungen (IGA) 1963 года, стадион был снесён, а его площадка использована для расширения территории общественного парка Плантен ун Бломен. В результате ФК «Санкт-Паули» пришлось строить новый стадион. Стадион был построен в 1961 году на месте старого здания Гамбургской обсерватории и получил название «Миллернтор-штадион». Впрочем открыт он был только через два года, в 1963 году из-за отсутствия дренажной системы. Первоначально новый стадион вмещал 32 000 зрителей, но впоследствии его вместимость была сокращена до 20 629 мест по соображениям безопасности.
В конце 1980-х годов в связи с выходом в Первую Бундеслигу появились планы строительства нового, более крупного и современного стадиона, Sport-Dome. Планируемый стадион представлял бы из себя многофункциональный комплекс, включавший футбольную арену без стоячих мест, торговый центр и гостиницу. Впрочем, планы клубного руководства были заблокированы болельщиками клуба, протестовавшими против коммерциализации стадиона, и местными жителями, опасавшимися что появление Sport-Dome приведёт к повышению цен на жильё в районе. Клубу пришлось ограничиться сооружением временных сидячих мест на фанатской трибуне Gegengerade, чтобы соответствовать требованиям Первой Бундеслиги. Эти места использовались до мая 2012 года, когда Gegengerade была снесена.
В 1990-х годах президент «Санкт-Паули» архитектор Хайнц Вайзенер вновь поднял вопрос о новом стадионе, но новые планы тоже рухнули, на этот раз в связи с непростым финансовым положением клуба.
В декабре 2006 года после игры против ФК «Вупперталер» была снесена Южная трибуна, что привело к уменьшению вместимости стадиона до 15 600 человек. Проблемы заставили клуб отложить строительство новой Южной трибуны на некоторое время, что побудило некоторых фанатов саркастично говорить о «Дыре Литтманна», названной так в честь тогдашнего главы «Санкт-Паули» Корни Литтманна. Тем не менее, весной 2007 года строительство новой Южной трибуны, наконец, началось.
После завершения первого этапа реконструкции, включавшего в себя строительство новой Южной трибуны и создания новых временных мест на Северной трибуне, клуб не только увеличил вместимость стадиона до 22 648 мест, но и выполнил условия Германской футбольной лиги (нем. Deutsche Fußball Liga, DFL) для лицензирования арены, в том числе технические требования, например, обогрев газона. Кроме того, старое табло было заменено на цифровое. В середине ноября 2009 года начался второй этап реконструкции, в ходе которого Главная трибуна была снесена и возведена заново, благодаря чему вместимость стадиона в сезоне 2010—2011 годов увеличилась до 24 487 зрителей.
В 2011 году началось обсуждение двух проектов реконструкции легендарной фанатской трибуны Gegengerade. Один из них, получивший название «Волна», был разработан инженерной фирмой OSD и гамбургской дизайнерской лабораторией Interpol +-. Проект предусматривал необычное архитектурно-инженерное решение боковой трибуны в форме волны. Высота новой трибуны должна была составить 27 м, глубина — 32 м, вместимость — 14 000 мест, в том числе 11 000 стоячих и всего 3 000 сидячих. Трибуна должна была состоять из четырёх ярусов, причём верхние нависали над нижними, благодаря чему располагались ближе к полю, что и придавало конструкции необычный силуэт. Второй проект, созданный дортмундским архитектурным бюро SHA Scheffler Хелбих Architekten GmbH, был более консервативным и выдержан в общей стилистике арены. Согласно ему новая трибуна классического дизайна с фасадом из красного кирпича должна была вмещать 13 199 зрителей, из них 3030 располагались бы на сидячих местах ближе к полю, а остальные 10 126 на стоячих мест находились над ними. Также предусматривались 27 мест для комментаторов и журналистов, а также 16 мест для инвалидов по зрению и их сопровождающих.
После продолжительного обсуждения президент клуба Штефан Орт объявил в ноябре 2011 года, что клуб выбрал классический проект. В качестве причин этого решения были названы безопасность, сроки строительства и стоимость. В то время как стоимость классического проекта оценивалась в 9 млн евро, то реализация проекта «Волна» могла бы потребовать до 21 млн евро, то есть почти весь бюджет выделенный на реконструкцию Gegengerade и Северной трибуны, а также создание новой клубной академии.
Реконструкция Gegengerade началась в январе 2012 года со строительства нового тоннеля метро под Heiligengeistfeld. Старая трибуна была снесена в мае 2012 после игры против СК «Падерборн 07». Основным подрядчиком была компания Walter Hellmich GmbH. После завершения строительства новой фанатской трибуны в начале 2013 года вместимость «Миллернтор-штадиона» выросла до 29 063 зрителей. Завершение четвёртого и последнего этапа реконструкции, в ходе которого будет перестроена Северная трибуна, ожидается в 2014 году. После этого вместимость стадиона составит 30 000 зрителей.

## Вместимость
Вместимость «Миллернтор-штадион» по состоянию на сезон 2010—2011 годов: 
- Южная трибуна: 3200 стоячих мест, 1320 сидячих, 1002 бизнес-мест и 205 лаунж-мест («Séparées»)
- Главная трибуна: 2247 сидячих мест, 1482 бизнес-мест и 577 лаунж-мест («Séparées»)[9]
- Gegengerade: 5800 постоянных стоячих мест (из которых 5300 для обладателей абонементов) и 2054 сидячих (из которых 1800 для обладателей абонементов)
- Северная трибуна
  - сектор болельщиков хозяев: 2300 стоячих мест и 1669 сидячих (из которых 405 для обладателей абонементов)
  - гостевой сектор: 1355 стоячих мест и 820 сидячих.

Бизнес-места официально называются «Séparées». Это юмористический намёк на «Chambres Séparées», термин работников секс-индустрии в соседнем квартале красных фонарей на Репербане.

## Названия
Своё название «Миллернтор» стадион получил, так как располагался поблизости от площади Миллернторплац (нем. Millerntorplatz).
После смерти Вильгельма Коха, являвшегося президентом «Санкт-Паули» в общей сложности 36 лет (1931—1945 и 1947—1969), его дочери потребовали вернуть им 300 000 марок, вложенных им в клуб. В 1970 году, после переговоров, они согласились уменьшить свои претензии вдвое в обмен на переименование стадиона в честь их отца. На годовом общем собрании акционеров клуба 31 октября 1997 года был поднят вопрос о возвращении стадиону исторического названия. Произошло это после того как историк Франк Байор (нем. Frank Bajohr) и адвокат Ханс Грутшус (нем. Hans Grutschus) обнародовали информацию о возможном членстве Коха в НСДАП и о том, что он и его деловой партнёр Уго Шарф незаконно поглотили еврейскую торговую компанию Arensberg & Sekkel. После расследования, которое заняло несколько месяцев, не удалось найти доказательств ни членства Коха в нацистской партии, ни его морально сомнительного поведения при выкупе акций у еврейских владельцев. Тем не менее, на годовом общем собрании акционеров 30 октября 1998 года после продолжительных и горячих споров 133 голосами против 77 было решено переименовать стадион в «Миллернтор». [14]
18 ноября 2007 года на годовом общем собрании акционеров «Санкт-Паули» с большим преимуществом голосов было решено, что название «Миллернтор-штадион» не может быть изменено
в целях рекламы, спонсорства, увеличения прочих финансовых доходов или в обмен на финансовые взносы в ассоциацию или её дочерние структуры.

## Галерея
- Северная трибуна в 2008 году, до реконструкции.
- Северная трибуна в 2011 году, после реконструкции.
- Старая Главная трибуна в 2006 году.
- Новая Главная трибуна в 2011 году.
- Старая Gegengerade в 2012 году.
- Новая Gegengerade в 2012 году, в стадии строительства.